# Sarah Shahi
Aahoo Jahansouz „Sarah“ Shahi (* 10. ledna 1980 Euless, Texas) je americká herečka.
Její otec pochází z Íránu, matka se narodila ve Španělsku a je španělsko-íránského původu. V televizi debutovala v roce 2000. V letech 2001 a 2002 působila v seriálu Alias, mezi roky 2005 a 2009 se objevovala v seriálu Láska je Láska a v letech 2012–2013 v seriálu Chicago Fire. V hlavních rolích se představila v seriálech Teachers (2006), Na doživotí (2007–2009), Kauzy podle Kate (2011–2012), Lovci zločinců (2013–2016), Reverie (2018) a Sex/Život (2021–2023). Hrála také ve filmech, např. ve snímcích Jedna mezi oči (2012) či Black Adam (2022).
V letech 2009–2021 byla vdaná za herce Stevea Howeyho, se kterým má tři děti.